# ケニー・ジョーンズ
ケニー・ジョーンズ (Kenney Jones、1948年9月16日 - ) は、イングランドのロック・ミュージシャン。スモール・フェイセス、フェイセズ、ザ・フーのドラマーとして知られる。

## 経歴
1948年にロンドンに生まれる。
1965年にスモール・フェイセスに加入。
スモール・フェイセスは1969年にスティーヴ・マリオットが脱退して、ジェフ・ベック・グループからロッド・スチュワートとロン・ウッドが加入する。ワーナー・ブラザースはスモール・フェイセスの名前を要求したのでアルバム『ファースト・ステップ』（1970年）は同名義で発表されるが、間もなく彼等はフェイセズと改名する。
彼は1976年の解散までフェイセズに在籍して、合計5枚のアルバムのレコーディングに参加した。後に「ロッド・スチュワートも言っていたが、1973年にロニー・レーンが脱退したと共にバンドの魂はなくなってしまっていた」と語っている。
1978年に死去したキース・ムーンの後任として、同年ザ・フーに加入。1983年の解散時まで在籍して、アルバム『フェイス・ダンシズ』（1981年）と『イッツ・ハード』（1982年）の制作と、1979年12月にロンドンで開かれたカンボジア難民救済コンサートへの出演を含んだ数多くのライブ活動に参加した。
彼等は解散後も、1985年7月にウェンブリー・スタジアムで開かれたライヴエイドと1988年2月8日の英国レコード産業協会の特別功労賞の受賞式で、一時的に再結成した。
1990年代初めに元バッド・カンパニーのポール・ロジャースとロウを結成して、1991年にデビュー・アルバムを発表した。その後はローリング・ストーンズ、アンディ・フェアウェザー・ロウ、ジョーン・アーマトレイディング、マーシャ・ハント、マイク・バット、ピート・タウンゼント、チャック・ベリー、ジェリー・リー・ルイス、デヴィッド・エセックス、ジョン・ロッジ、ウイングスなど、数多くのミュージシャンやバンドのアルバムのレコーディング・セッションに参加した。
2001年、リック・ウィルス、ロバート・ハントとジョーンズ・ギャングを結成。彼等は2005年にアルバム『Any Day Now』を発表した。
ジョーンズはポロの熱烈なファンで、熟達したポロ選手でもある。彼はサリー州イウハーストのハートウッド・パーク・ポロ・クラブのオーナーである。2014年には、Prostate Cancer UKの為にクラブでチャリティー・コンサートを開き、ザ・フーの同僚だったピート・タウンゼントとロジャー・ダルトリーの2人と1988年以来、久々に共演した。
1999年、スモール・フェイセスを代表して児童チャリティ「スモール・フェイセス慈善信託」を設立した。
2019年、自伝を出版。
2020年2月18日、イギリスで開催された「Brit Awards 2020」で、ロッド・スチュワート、ロン・ウッドと共演し「Stay with me」をプレイした。

## ディスコグラフィ

### ザ・フー

#### スタジオ・アルバム
- 『フェイス・ダンシズ』 - Face Dances (1981年、Polydor)
- 『イッツ・ハード』 - It's Hard (1982年、Polydor)

#### ライブ・アルバム
- Concerts for the People of Kampuchea（1981年、Atlantic）
- 『フーズ・ラスト』 - Who's Last（1984年、MCA）
- Live at Shea Stadium 1982（2024年）[7]

### 参加アルバム
- Tommy The Original Soundtrack Recording（1975年）
- Music From The Soundtrack Of The Who Film Quadrophenia (1979年）
- McVicar The Original Soundtrack Recording（1980年）